# Карл Ріхтер
Карл Ріхтер (нім. Karl Richter; нар. 15 жовтня 1926, Плауен — пом. 15 лютого 1981, Мюнхен) — німецький диригент, органіст, хормейстер та клавесиніст. Видатний виконавець музики Й. С. Баха.
Народився у родині священика євангельської церкви.
Навчався в Лейпцізькій консерваторії та у Дрезденському інституті церковної музики (нім. Kirchenmusikalisches Institut (Leipzig)) у відомого німецького хормейстера та органіста Карла Штраубе (нім. Karl Straube), а також у  Гюнтера Раміна, де проявив себе як інтерпретатор органних творів Баха. У 1946 став хормейстером дрезденської церкви Христа (нім. Dresdner Kreuzkirche), а в 1949 р. — органістом в церкві Святого Хоми в Лейпцигу. 1950 року розділив з Амадеусом Веберзінке першу премію в органній номінації Міжнародного конкурсу імені Баха в Лейпцигу. У 1951 році Ріхтер переїздить до Мюнхена, де стає кантором Церкви святого Марка. Паралельно викладав у Вищій музичній школі Мюнхена, де у 1956 році став професором.
1951 року Ріхтер став керівником «Гуртка Генріха Шютца», перейменувавши його в 1954 р. в Мюнхенський бахівський хор. 1953 року був заснований Мюнхенський бахівський оркестр. Будучи його керівником, Карл Ріхтер швидко став одним з найбільш визнаних виконавців Баха. У 1960-70 роках він здійснив зі своїм хором і оркестром багато записів, гастролював у Європі, США, СРСР, Японії. Крім Баха виконувалися твори Шютца, Генделя, В. А. Моцарта, Л. Бетховена, Й. Брамса, Регера та інших композиторів.
1972 року спільно з радянським скрипалем Леонідом Коганом здійснив запис шести сонат Баха для скрипки та клавесина.
Виконання Карлом Ріхтером ранньої музики було далеке від автентичного напрямку, він використовував сучасні музичні інструменти і досить великі хор і оркестр. Для його інтерпретацій характерна експресія, пов'язана з романтичною традицією.
Багато учнів Карла Ріхтера стали відомими органістами. Серед них Хедвіг Більграм, Гюнтер Єна, Вальтер Р. Шустер, Альбрехт Гаупт та Рудольф Кельбер.
Помер у 1981 році від гострої серцевої недостатності